# Nationaal park Lochinvar
Het nationaal park Lochinvar is een nationale park in Zambia. Het ligt ten zuidwesten van Lusaka, ten zuiden van de Kafue. 
De habitats die het nationale park beschermt zijn een groot deel van de zuidelijke riviervlaktes van de Kafue Flats, waaronder de Chunga Lagoon, en drogere bossen gedomineerd door termietenheuvels. De noordelijke grens van het park wordt gemarkeerd door de Kafue. In het zuiden liggen beboste heuvels. De totale oppervlakte van het park is 428 vierkante kilometer. Het park lijkt erg op Blue Lagoon National Park aan de andere kant van de Kafue op de noordelijke vlaktes.
In Lochinvar vind je ook warmwaterbronnen, echoënde rotsen, overblijfselen van een neolithische nederzetting en een dorp uit de ijzertijd op Sebanzi Hill, dat ook bekend staat om zijn grotten, eeuwenoude baobab en wilde dieren.
Het park, een voormalige ranch, werd in 1972 aangewezen en staat bekend om de Kafuelechwe en het vogelleven, met meer dan 400 geregistreerde soorten. De andere antilopen die hier worden aangetroffen zijn blauwe gnoes, koedoes en oribi. De antilopen en vogels gedijen goed bij afwezigheid van grotere roofdieren, die door veeboeren in het gebied zijn gedood. Het zuidelijke deel van het park, een stuk bos gedomineerd door Acacia albida en Combretum bomen, is gespaard gebleven van de overstromingen die in andere delen van het park voorkomen. In dit drogere gebied leven soorten als de zuidelijke bosbok, koedoe, baviaan, boszwijn en vervet. De moerassen herbergen een groot aantal watervogels, waaronder ook trekvogels.